# Прокоф'єв Вадим Олександрович
Вади́м Олекса́ндрович Проко́ф'єв (рос. Вадим Александрович Прокофьев; нар. 7 серпня 1920, Смоленськ — пом. 1991) — російський письменник. Член Спілки письменників СРСР від 1966 року.

## Біографія
1943 року закінчив історичний факультет Московського університету. Від 1944 року працює літератором.
Автор низки книг, що виходили російською мовою в популярній серії «Життя видатних людей» (рос. «Жизнь замечательных людей»):
- «Степан Халтурін» (1958),
- «Желябов» (1960, 1965),
- «Петрашевський» (1962),
- «Дубровинський» (1969),
- «Герцен» (1979, 1987),
- нарис «Михайло Михайлов» у збірнику «Сподвижники Чернишевського» (1961),
- нарис «Михайло Тухачевський» у збірнику «Герої громадянської війни» (1963).